# پول لی تپه
پول لی تپه در شهرستان آوج، بخش آبگرم، روستای قره داش پرچیک واقع شده و این اثر در تاریخ ۱۹ اسفند ۱۳۸۰ با شمارهٔ ثبت ۴۸۲۷ به‌عنوان یکی از آثار ملی ایران به ثبت رسیده است.